# Marcel Nguyen
Marcel Van Minh Phuc Long Nguyen (født 8. september 1987 i München) er en tysk gymnast og mangedobbelt tysk mester samt EM-, VM- og OL-medaljevinder.
Nguyen er allround-gymnast, men især god i barre, som han er syvdobbelt tysk mester i. Han opnåede sine første store internationale resultater som en del af det tyske hold, der vandt VM-bronze i 2007, EM-sølv i 2008 og EM-guld i 2010. Ved sidstnævnte mesterskab vandt han også individuelt bronze i øvelser på gulv, mens han vandt guld i barre ved EM 2012. Han var desuden med OL 2008 i Beijing, hvor han ikke kvalificerede sig til hovedrunden individuelt, men som del af det tyske hold opnåede han en fjerdeplads i holdkonkurrencen.
Ved OL 2012 i London opnåede Nguyen sine bedste resultater på verdensplan. Med sine holdkammerater blev han først nummer syv, men i de individuelle konkurrencer viste han sig flot frem og i mangekampen kvalificerede han sig med en syvendeplads til finalen. Her opnåede han to førstepladser, dels i barre (delt med amerikaneren Danell Leyva) og dels i reck. Dette gav 91,031 point, hvilket var et pænt stykke efter vinderen, japanske Kohei Uchimura, der fik 92,690 point, men nok til sølvmedaljen foran Leyva, der fik 90,698 point. I barrekonkurrencen kom Nguyen i finalen med sjettebedste resultat, og her opnåede han 15,800 point, hvilket var lidt færre end kineseren  Feng Zhe, der med 15,966 point sikrede sig guldet, mens Nguyen fik sølv og franskmanden Hamilton Sabot bronze med 15,566 point. I de øvrige konkurrencer blev han bedst i øvelser på gulv med en ottendeplads.
Siden OL i 2012 er hans bedste resultat en EM-bronzemedalje i barre i 2016. Han deltog også i OL 2016 i Rio de Janeiro, hvor han var med til at blive nummer syv i holdkonkurrencen, mens han individuelt blev nummer 19 i mangekampen.

## Reference
1. 1 2  Erfolge (tysk), marcel-nguyen.com, arkiveret fra originalen 17. marts 2023, hentet 17. marts 2023
2. 1 2 3 4  Marcel Nguyen, olympedia.org, hentet 17. marts 2023
3. ↑  Individual All-Around, Men, olympedia.org, hentet 17. marts 2023
4. ↑  Parallel Bars, Men, olympedia.org, hentet 17. marts 2023
5. ↑  Marcel Nguyen London2012.com, hentet 1. august 2012